# سوگند عشق
سوگند عشق (انگلیسی: The Oath of Love؛‏ چینی: 余生，请多指教; پین‌یین: yú shēng, qǐng duō zhǐ jiāo) مجموعه تلویزیونی چینی در ژانر درام پزشکی عاشقانه محصول سال ۲۰۲۲ به کارگردانی لو یینگ، و با بازی یانگ زی و شیائو ژان است. این مجموعه از ۱۵ تا ۳۱ مارس ۲۰۲۲ در وی‌تی‌وی به صورت بین‌المللی، هونان تی‌وی پرایم‌تایم و تنسنت وب پلتفرم پخش شد.

## بازیگران

### اصلی
- یانگ زی در نقش لین ژی‌شیائو[۴]
- شیائو ژان در نقش گو وی[۵]